# Brainstorming
Cet article possède un paronyme, voir Brainstorm.
Pour les articles homonymes, voir Tempête (homonymie).
Un brainstorming ou remue-méninges (ou remue-méninge) est une technique formalisée de résolution créative et collective de problème. Elle fut élaborée à partir de 1940 par Alex Osborn.

## Étymologie et traductions

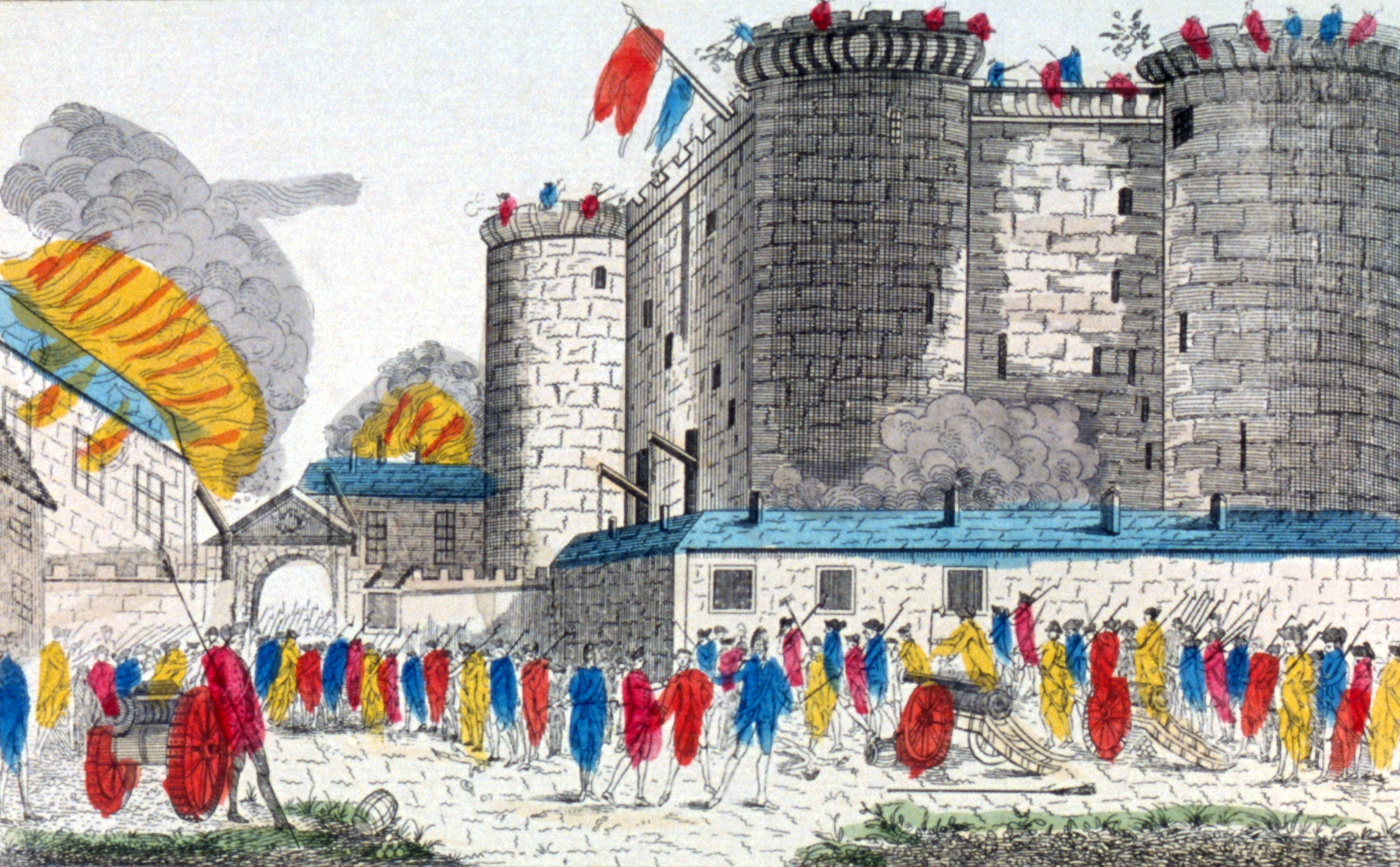
Storming of the Bastille, La Prise de la Bastille.

Brainstorming vient de « brain », le cerveau, et de « storming », non pas une tempête (« storm ») mais la prise d'assaut d'une position militaire par un commando ou un ensemble de combattants, comme on le retrouve dans « The Storming of the Bastille », la prise de la Bastille. Alors que la plupart des pays européens ne cherchent pas à traduire le mot, et l'emploient tel quel, en France, beaucoup de traductions ont été proposées : remue-méninges, suractivation du cerveau, tempête sous un crâne, cervorage (cerveau et orage), giboulée d'idées, etc. Elles sont toutes basées sur un faux-sens : celui de penser que « storming » veut dire « orage » ou « tempête ».
Au Québec et en France, le terme « remue-méninges » a été retenu officiellement comme terme équivalent à l'anglais « brainstorming » et est recommandé dans les textes officiels et administratifs. Remue-méninges peut également s'écrire sans le « s ». L'Office québécois de la langue française déconseille l'utilisation de brainstorming car il concurrence inutilement remue-méninges.
Un « remue-méninges »,, est, par ailleurs, et plus spécifiquement une réunion informelle ludique de collecte d'idées ou, pour les enfants, un casse-tête.

## Principe général dubrainstormingoriginal
L'idée générale de la méthode est la récolte d'idées nombreuses et originales. Elle vise à séparer la fonction imaginative de la formulation de jugements.
Deux principes de base définissent le brainstorming : la suspension du jugement et la recherche la plus étendue possible.
Ces deux principes de base se traduisent par quatre règles :
- se laisser aller (« freewheeling ») pour obtenir le plus grand nombre d'idées possibles
- toute idée, aussi farfelue soit-elle, est la bienvenue
- s'abstenir de toute critique des idées émises
- rebondir (« hitchhike ») sur les idées exprimées : toute combinaison ou amélioration est la bienvenue[9].

Ainsi, les suggestions absurdes et fantaisistes sont admises durant la phase de production et de stimulation mutuelles. En effet, les participants ayant une certaine réserve peuvent alors être incités à s'exprimer, par la dynamique de la formule et les interventions de l'animateur.
C'est pour amener à cet accouchement en toute quiétude que l'absence de critique, la suggestion d'idées sans aucun fondement réaliste, et le rythme, sont des éléments vitaux pour la réussite du processus.

## Méthode
Les trois phases de la réalisation d'un brainstorming

### Phase 1: Préparer
- Définition de l'objet du brainstorming
- Constitution de l'équipe de travail,
- Organisation de la réunion

### Phase 2: Animer
- Rappeler les règles du brainstorming (ne jamais critiquer les idées des autres)
Note : L'animateur de la réunion est le gardien des règles relationnelles du groupe
- Animer le brainstorming

– Débrider sa créativité en exprimant toutes ses idées sans réserve et sans autocensure
– Rebondir sur celles des autres et les améliorer car la quantité d'idées est importante

### Phase 3: Capitaliser et valoriser
- Exploitation des idées recueillies

– Reformuler, classer, hiérarchiser les idées sous une forme synthétique comme sous la présentation d'une grille de décision.

## Efficacité comparée
Le remue-méninges traditionnel vise à apporter des solutions à un problème donné grâce à un recoupement d'idées effectué par un groupe de travail.
Rappelons que, selon Alex Osborn, un groupe pouvait — dans les années soixante — doubler sa créativité en utilisant le brainstorming.
Il faut attendre la création du CPS (Creative Problem Solving) — la version améliorée du brainstorming — pour voir publier des exemples concrets d'efficacité.
Des recherches empiriques sur l'efficacité de la technique apparaissent dès les années cinquante, soit en comparant différentes procédures de travail en groupe, soit en comparant les idées produites par des groupes et par un nombre équivalent de participants travaillant individuellement.
Ces recherches révèlent que le travail en groupe n'apporte aucun bénéfice en ce qui concerne le nombre ou l'originalité des idées générées.
En effet, si on soumet un même problème à des sujets qui doivent chercher une solution individuellement (groupe dit « nominal ») et à un groupe composé d'un nombre de membres égal aux sujets individuels, on constate que les sujets qui ont travaillé individuellement apportent (au total) plus de solutions originales et efficaces que le groupe.
Stasser explique qu'il existe une perte de productivité liée au fait que les membres d'un groupe discutent en priorité des informations qu'ils ont en commun au lieu de chercher des solutions originales et qu'ils ont tendance à se censurer par peur du ridicule, des conflits ou de l'exclusion.
Le tumulte (remue-ménage) qui règne pendant les séances de brainstorming crée aussi des interférences et risque de nuire à la production d'idées pertinentes avec le problème posé.

### Inventaire chronologique d'études et d'enquêtes
- 1940 (1963) : Alex Osborn. Applied Imagination: Principles and Procedures of Creative Problem Solving. New York, NY: Charles Scribner’s Sons
- 1958 : Étude de Taylor, Berry & Block de la Yale University. « Does group participation when using brainstorming facilitate or inhibit creative thinking? ».
- 1961 : Philippe Halsman, photographe célèbre, exprime dans son livre Halsman On The Creation of Photographic ideas ses réserves vis-à-vis de la méthode qu'il connait bien (il est l'auteur en particulier de la seule photographie que l'on ait d'un brainstorming tel qu'il était pratiqué par BBDO à New York à la fin des années cinquante).
- 1996 : Pierre Goguelin, « Le brainstorming. » In : Bize, Paul René (ed.). Le Penser efficace. Paris: Société d'édition d'enseignement supérieur, tome II, p. 348-354.
- 1998 : Scott Isaksen, fondateur du Creative Problem Solving Group-Buffalo, publie un bilan critique de 50 études sur l'efficacité du brainstorming.

Les quatre critères d'efficacité venant en tête sont :
- La quantité
- La qualité
- L'originalité, la rareté (uniqueness)
- L'utilité sociétale

- 2000 : Adrian Furnham publie « The Brainstorming Myth »[15] dans Business Strategy Review. Le brainstorming traditionnel est la moins efficace des techniques de recherche d'idées en groupe. Et il plaide pour le brainstorming électronique.
- 2003 : « Le brainstorming en question » de Wolfgang Stroebe et Bernard Nijstad dans Cerveau & Psycho, no 3, sept.-nov., p. 34-37
- 2005 : Fast Company. Article de Tom Kelley d'Ideo.
- 2011 : La revue Psychology Today, s'appuyant sur des études universitaires des universités du Texas A&M, de Yale et de Washington publie un article assurant qu'il n'y aurait là que battage publicitaire et que le brainstorming serait en fait contreproductif[16], épaulée rapidement par une présentation animée de RSA short[17]. Les sujets ayant travaillé en solo auraient émis deux fois plus d'idées que ceux faisant partie d'un groupe de brainstorming, soupçonné d'inciter au contraire au consensus et donc au conformisme d'un groupthink.
- 2012 : Article de Jonah Lehrer dans The New York Times

### Bénéfices collatéraux
Mais, tel qu'ils sont pratiqués habituellement, un brainstorming (ou un remue-méninges informel) peuvent aider à resserrer les liens ou à divertir et donc à avoir une fonction ludique de renforcement de la cohésion du groupe, c'est-à-dire de team building selon Bruce Tuckman.

## Évolution
- 1940 : utilisation de la méthode au sein de BBDO.
- 1948 : Osborn publie son premier livre Your Creative Power qui devient un bestseller. Le chapitre 33 est intitulé « Comment organiser une équipe pour créer des idées ». Dedans, son idée la plus célèbre : le brainstorming, attaquer ensemble le même objectif.
- 1953 : la méthode est popularisée par Alex Osborn dans son livre Applied Imagination. Selon Osborn, un groupe peut doubler sa créativité en utilisant le brainstorming[18].
- 1959 : Traduction en français chez Dunod sous le titre L'Imagination constructive.
- 1962 : Parution en France de Brainstorming de Charles H. Clark[19], un disciple d'Osborn.
- 1967 : Première version du Creative Problem Solving qui se veut être une amélioration radicale du brainstorming.
- 2003 : Version 6.1 du Creative Problem Solving du Creative Problem Solving Group-Buffalo.
- 2004 : Jean-Louis Swiners et Jean-Michel Briet proposent une relecture du brainstorming, le « challenge storming »[20].
- 2005 : Tom Kelley, d'IDEO, invente le DeepDive Brainstorming.
- 2014 : Jeffrey Paul Baumgartner développe l'Anticonventional Thinking ou ACT qui vise à construire une vision créative d'une situation et un plan d'action concret.

À partir de 1966, Sidney « Sid » Parnes (en), un des proches collaborateurs d'Alex Osborn a fait évoluer la méthode du brainstorming vers une méthode plus complète et plus structurée, le Creative Problem Solving.

## Controverse
Pour certains, la technique du brainstorming relève du mythe, notamment Jonah Lehrer dans un article sur le GroupThink publié par The New Yorker en 2012. Jake Knape, l'auteur de la méthode du « Design sprint » a également développé un argumentaire critique à l'encontre du brainstorming et mis en garde contre les biais cognitifs que celui-ci risque de créer en particulier en présence de supérieurs hiérarchiques dans le groupe. Il lui préfère d'autres formes créatives comme le « brainwriting » .

## Variétés debrainstorming
- Brainstorming avec Post-it[23] : les participants inscrivent leurs idées sur des Post-it et les affichent sur un mur.
- Metaplan[24] : c'est un brainstorming avec Post-it pour lequel a été créé un matériel spécial
- DeepDive Brainstorming
- Challenge-Storming
- Brainstorming coopératif avec le client[25]
- Brainstorming parallèle[26] ou la négociation raisonnée.

Technique pour résoudre en groupe un conflit particulier en recherchant toutes les solutions possibles avant de prendre une décision.
- Brainwriting : forme écrite du brainstorming[27]
- Brainsketching : forme dessinée du brainstorming[28]
- Brainstorming à distance

Un brainstorming peut avoir lieu de manière distante par messagerie instantanée, courriels ou Internet, à condition que les règles du jeu de la formule classique soient appliquées à la lettre. La force du brainstorming distant repose alors sur :
1. l'abondance des échanges — pour peu qu'ils soient rapides —, qui permet aux ressorts de la synergie d'agir pleinement,
2. le rapprochement simultané de personnes géographiquement voire culturellement éloignées.

- Bodystorming : forme corporelle de brainstorming.

### Challenge-storming
Le challenge-storming est une synthèse de l'apport des sciences cognitives et d'une enquête en entreprise en matière de décisions créatives en équipe.
Précédé de cinq conditions sine qua non d'efficacité (et, si l'on peut, d'efficience) :
- Une équipe restreinte ;
- Une diversité de compétences et de tempéraments, ni trop, ni trop peu ;
- Des relations de pouvoir normalisées ou acceptées ;
- Des valeurs de base partagées ;
- L'acceptation réciproque des hommes et des femmes (H/F) de gestion, des H/F d'imagination et des H/F d'action.

Le challenge-storming est une méthode en dix étapes qui cherche à éviter les pièges classiques du brainstorming traditionnel :
1. S’attaquer à un problème partagé
Toujours identifier précisément ce que nous voulons tous et ce qui nous empêche de l’atteindre. Ou bien ce dont l’équipe ne veut plus — ou bien ce dont le client ne veut plus.
2. Se vider la tête des paradigmes inconscients (Brainwashing)
Oublier explicitement ce que l'on a appris.
3. Faire un inventaire exhaustif des solutions existantes dans le monde entier
Toujours en connaitre au moins 80 % (loi de Pareto).
4. Formaliser et hiérarchiser les critères partagés d’évaluation et de sélection 
Toujours préciser à l’avance les valeurs ou critères de choix (ou de sélection) partagés entre les différentes idées de base qui seront générées au cours du challenge-storming (et éventuellement les contraintes). Hiérarchiser les trois plus importantes.
5. Créer la motivation en transformant le problème en défi partagé 
Toujours créer un défi « stretch » et une tension créative partagés et d’un niveau de difficulté accepté par tous, mais au moins 20 % d'augmentation de performance (et plutôt 30 ou 40 %).
6. Imaginer les solutions des concurrents
7. Trouver au moins trois bonnes solutions compétitives alternatives — sinon revoir sa copie 
Toujours (se) fixer un nombre minimum de solutions alternatives, de stratégies ou de possibilités d’action à trouver. Au moins trois !
8. Choisir en équipe la meilleure des idées de solution possibles
Pour en faire une solution partagée. Un outil : la grille tri-critères
9. Prototyper
10. Mettre en place une délégation créative et entretenir une tension créative

Être créatif dans la mise en œuvre : agilité, résilience, pugnacité, acceptation du changement.